# Artūrs
Artūrs ist ein relativ häufig vergebener lettischer männlicher Vorname, abgeleitet von Arthur.

## Namensträger
- Artūrs Kļimovičs (*  1991),  Fußballspieler
- Artūrs Irbe (* 1967), Eishockey-Torwart
- Artūrs Kulda (* 1988), Eishockey-Spieler
- Artūrs Koļesņikovs (* 1990), Biathlet
- Artūrs Karašausks (* 1992), Fußballspieler
- Artūrs Zjuzins (* 1991), Fußballspieler
- Artūrs Ansons (* 1984),  Radrennfahrer